# Laurent Ciman
Laurent Ciman (Farciennes, 5 augustus 1985) is een Belgisch voormalig voetballer die bij voorkeur als verdediger speelde. Ciman debuteerde in 2010 in het Belgisch voetbalelftal.

## Carrière

### Beginjaren
Laurent Ciman groeide op in Farciennes, vlak bij Charleroi. Op jonge leeftijd sloot hij zich aan bij het plaatselijke RFC Farciennes alvorens de overstap te maken naar RACS Couillet. In 1996 belandde Ciman voor het eerst bij Sporting Charleroi. Drie jaar later ruilde hij de Zebra's in voor stadsgenoot Olympic Charleroi. Het was zijn eigen keuze om toen een stap terug te zetten. In november 2002 maakte de toen 17-jarige verdediger zijn debuut voor de derdeklasser. Een jaar later keerde hij terug naar Sporting Charleroi. Hij bracht er nog een jaar door bij de jeugd.

### Sporting Charleroi
In het seizoen 2004/05 debuteerde Ciman onder trainer Jacky Mathijssen op het hoogste niveau. De 20-jarige Henegouwer leek op weg om een vaste waarde te worden bij de Zebra's tot hij in juli 2005 tijdens een dopingcontrole betrapt werd op het gebruik van cannabis. De controle vond plaats na een wedstrijd in de Intertoto Cup. Ciman kreeg een schorsing van twee maanden.
Na zijn schorsing kreeg hij van Mathijssen zijn plaats in het eerste elftal terug. Ook toen de trainer in 2007 naar Club Brugge verhuisde en Philippe Vande Walle het roer overnam, bleef Ciman regelmatig spelen. Maar toen in december 2007 Thierry Siquet trainer werd, belandde hij steeds vaker op de bank. De centrale verdediger werd in die dagen ook tegen zijn zin op de rechterflank uitgespeeld.

### Club Brugge
In 2008 haalde Mathijssen de rechtsachter naar Club Brugge als opvolger van Brian Priske. Maar Ciman kon het bij blauw-zwart niet waarmaken. Hij speelde zich vooral in de kijker na een reeks wedstrijden waarin hij meermaals in de fout ging. Toen in de zomer van 2009 Adrie Koster als nieuwe trainer werd aangesteld, mocht hij dan ook vertrekken. De club leende hem net als Brecht Capon en Glenn Verbauwhede uit aan streekgenoot KV Kortrijk.

### KV Kortrijk
In het seizoen 2009/10 speelde Ciman een jaar op huurbasis voor het KV Kortrijk van trainer Georges Leekens. De Henegouwer greep onder Leekens volop zijn kans en groeide uit tot een sterkhouder in de Kortrijkse verdediging. De West-Vlaamse club plaatste zich dat seizoen voor play-offs I en deed zo beter dan onder meer Standard Luik en KRC Genk.

### Standard Luik
Cimans prestaties bij Kortrijk speelden hem niet alleen in de kijker van de nationale ploeg, hij versierde ook een transfer naar Standard. Bij de Rouches werd Ciman op de rechterflank in de verdediging ingeschakeld. In zijn eerste jaar bij Standard won hij meteen de beker, hoewel hij in de finale niet in actie kwam. In zijn afscheidsmatch van Standard ontving Laurent Ciman een staande ovatie na het maken van de beslissende 2-0 tegen rivaal RSC Anderlecht.

### Montreal Impact
Ciman tekende in januari 2015 een driejarig contract bij Montreal Impact. De reden hiervoor was dat hij vader is van een dochter met autisme. Hiervoor was betere verzorging beschikbaar in Canada dan in België. Zijn debuut maakte hij op 24 februari 2015 in een 2-2 gelijkspel tegen Pachuca in de CONCACAF Champions League. Hij werd geloofd om zijn verdedigende kwaliteiten. Op 11 november 2015 werd hij verkozen tot beste verdediger van de MLS.

### Los Angeles FC
Eind 2017 werd Ciman verplicht de overstap te maken naar het pas opgerichte Los Angeles FC door middel van het draftsysteem. Montreal Impact ruilde de verdediger voor Jukka Raitala en Raheem Edwards. Dit was echter tegen de zin van de Belg die op Twitter heel wat berichten retweette die zijn vertrek naar Californië op de korrel namen.

### Dijon FCO
In de zomer van 2018 trok de verdediger naar het Franse Dijon FCO. Hij tekende er een contract voor 2 jaar. Dijon leek voor Ciman de ideale reddingsboei na zijn gedwongen transfer naar Los Angeles. Na vier maanden werd bekend dat zijn contract ontbonden werd.

### Toronto FC
Enkele dagen na het ontbinden van zijn contract bij het Franse Dijon werd bekend dat de Rode Duivel terugkeert naar de MLS. Eind december 2018 tekende hij een contract bij het Canadese Toronto FC.

## Clubstatistieken
| Seizoen     | Club               | Land                      | Competitie          | Competitie | Competitie | Beker | Beker | Super Cup | Super Cup | Europees | Europees | Totaal | Totaal |
| Seizoen     | Club               | Land                      | Competitie          | Wed.       | Dlp.       | Wed.  | Dlp.  | Wed.      | Dlp.      | Wed.     | Dlp.     | Wed.   | Dlp.   |
| ----------- | ------------------ | ------------------------- | ------------------- | ---------- | ---------- | ----- | ----- | --------- | --------- | -------- | -------- | ------ | ------ |
| 2002/03     | Olympic Charleroi  | Vlag van België           | Derde klasse        | 5          | 0          | 0     | 0     | —         | —         | —        | —        | 5      | 0      |
| 2004/05     | Sporting Charleroi | Vlag van België           | Eerste klasse       | 12         | 0          | 0     | 0     | —         | —         |          |          | 12     | 0      |
| 2005/06     | Sporting Charleroi | Vlag van België           | Eerste klasse       | 18         | 1          | 5     | 0     | —         | —         | 1        | 0        | 24     | 1      |
| 2006/07     | Sporting Charleroi | Vlag van België           | Eerste klasse       | 30         | 2          | 1     | 0     | —         | —         | —        | —        | 31     | 2      |
| 2007/08     | Sporting Charleroi | Vlag van België           | Eerste klasse       | 24         | 0          | 2     | 0     | —         | —         | —        | —        | 26     | 0      |
| Club totaal | Club totaal        | Club totaal               | Club totaal         | 89         | 3          | 8     | 0     | 0         | 0         | 1        | 0        | 98     | 3      |
| 2008/09     | Club Brugge        | Vlag van België           | Eerste klasse       | 16         | 0          | 1     | 0     | —         | —         | 5        | 0        | 22     | 0      |
| Club totaal | Club totaal        | Club totaal               | Club totaal         | 16         | 0          | 1     | 0     | 0         | 0         | 5        | 0        | 22     | 0      |
| 2009/10     | KV Kortrijk        | Vlag van België           | Eerste klasse       | 34         | 2          | 4     | 0     | —         | —         | —        | —        | 38     | 2      |
| Club totaal | Club totaal        | Club totaal               | Club totaal         | 34         | 2          | 4     | 0     | 0         | 0         | 0        | 0        | 38     | 2      |
| 2010/11     | Standard Luik      | Vlag van België           | Eerste klasse       | 29         | 1          | 4     | 0     | —         | —         | —        | —        | 33     | 1      |
| 2011/12     | Standard Luik      | Vlag van België           | Eerste klasse       | 27         | 0          | 3     | 0     | 1         | 0         | 6        | 0        | 37     | 0      |
| 2012/13     | Standard Luik      | Vlag van België           | Eerste klasse       | 37         | 1          | 2     | 0     | —         | —         | —        | —        | 39     | 1      |
| 2013/14     | Standard Luik      | Vlag van België           | Eerste klasse       | 37         | 3          | 2     | 0     | —         | —         | 6        | 1        | 45     | 4      |
| 2014/15     | Standard Luik      | Vlag van België           | Eerste klasse       | 22         | 1          | 1     | 0     | —         | —         | 10       | 1        | 33     | 2      |
| Club totaal | Club totaal        | Club totaal               | Club totaal         | 152        | 6          | 12    | 0     | 1         | 0         | 22       | 2        | 187    | 8      |
| 2015        | Montreal Impact    | Vlag van Canada           | Major League Soccer | 30         | 2          | 4     | 1     | —         | —         | 6        | 0        | 40     | 3      |
| 2016        | Montreal Impact    | Vlag van Canada           | Major League Soccer | 33         | 1          | —     | —     | —         | —         | —        | —        | 33     | 1      |
| 2017        | Montreal Impact    | Vlag van Canada           | Major League Soccer | 30         | 0          | 4     | 0     | —         | —         | —        | —        | 34     | 0      |
| Club totaal | Club totaal        | Club totaal               | Club totaal         | 93         | 3          | 8     | 1     | 0         | 0         | 6        | 0        | 107    | 4      |
| 2018        | Los Angeles FC     | Vlag van Verenigde Staten | Major League Soccer | 22         | 3          | 2     | 0     | —         | —         | —        | —        | 24     | 3      |
| Club totaal | Club totaal        | Club totaal               | Club totaal         | 22         | 3          | 2     | 0     | 0         | 0         | 0        | 0        | 24     | 3      |
| 2018        | Dijon FCO          | Vlag van Frankrijk        | Ligue 1             | 9          | 0          | 0     | 0     | —         | —         | —        | —        | 9      | 0      |
| Club totaal | Club totaal        | Club totaal               | Club totaal         | 9          | 0          | 0     | 0     | 0         | 0         | 0        | 0        | 9      | 0      |
| 2019        | Toronto FC         | USA                       | Major League Soccer | 20         | 0          | 1     | 0     | -         | -         | 2        | 0        | 23     | 0      |
| 2020        | Toronto FC         | USA                       | Major League Soccer | 12         | 0          | -     | -     | -         | -         | -        | -        | 12     | 0      |
| Club totaal | Club totaal        | Club totaal               | Club totaal         | 32         | 0          | 1     | 0     | 0         | 0         | 2        | 0        | 35     | 0      |
| TOTAAL      | TOTAAL             | TOTAAL                    | TOTAAL              | 410        | 15         | 35    | 1     | 1         | 0         | 36       | 2        | 520    | 20     |

## Nationale ploeg
Ciman maakte deel uit van het Belgisch voetbalelftal onder 21 dat in 2007 deelnam aan het EK -21 in Nederland. De jonge Duivels bereikten op dat toernooi de halve finale en plaatsten zich zo voor de Olympische Spelen in Peking. Ciman maakte net als generatiegenoten Vincent Kompany, Logan Bailly en Thomas Vermaelen deel uit van de selectie voor de Spelen.
Tijdens de Spelen bereikte België opnieuw de halve finale, nadat het eerder Italië had uitgeschakeld. In de halve finale verloren de Duivels met 4-1 van Nigeria. Ciman scoorde in dat duel via een knappe vrije trap van op zo'n 25 m het enige Belgische doelpunt. In de troostfinale verloor België met 0-3 van Brazilië.
In 2008 werd Ciman door bondscoach René Vandereycken ook al eens opgeroepen als invaller. Maar zijn debuut maakte de Henegouwer pas onder Georges Leekens, die hij nog kende van bij KV Kortrijk. Op 19 mei 2010 maakte Ciman zijn officieel debuut als Rode Duivel. Hij mocht toen tegen Bulgarije na 64 minuten invallen voor Toby Alderweireld. België won het duel met 2-1. Zowel onder Leekens als onder Marc Wilmots wordt Ciman meestal opgeroepen voor de Rode Duivels.
Ciman scoorde zijn eerste doelpunt dat meteen beslissend was in de oefeninterland België-Noorwegen op 5 juni 2016. Het werd 3-2.
| Interlands van Laurent Ciman voor België | Interlands van Laurent Ciman voor België | Interlands van Laurent Ciman voor België | Interlands van Laurent Ciman voor België | Interlands van Laurent Ciman voor België | Interlands van Laurent Ciman voor België | Interlands van Laurent Ciman voor België |
| Nr.                                      | Datum                                    | Wedstrijd                                | Uitslag                                  | Soort wedstrijd                          | Doelpunten                               |                                          |
| Als speler bij KV Kortrijk               | Als speler bij KV Kortrijk               | Als speler bij KV Kortrijk               | Als speler bij KV Kortrijk               | Als speler bij KV Kortrijk               | Als speler bij KV Kortrijk               | Als speler bij KV Kortrijk               |
| ---------------------------------------- | ---------------------------------------- | ---------------------------------------- | ---------------------------------------- | ---------------------------------------- | ---------------------------------------- | ---------------------------------------- |
| 1.                                       | 19 mei 2010                              | België – Bulgarije                       | 2 – 1                                    | Vriendschappelijk                        | -                                        |                                          |
| Als speler bij Standard Luik             |                                          |                                          |                                          |                                          |                                          |                                          |
| 2.                                       | 17 november 2010                         | Rusland – België                         | 0 – 2                                    | Vriendschappelijk                        | -                                        |                                          |
| 3.                                       | 9 februari 2011                          | België – Finland                         | 1 – 1                                    | Vriendschappelijk                        | -                                        |                                          |
| 4.                                       | 25 maart 2011                            | Oostenrijk – België                      | 0 – 2                                    | Kwalificatie EK 2012                     | -                                        |                                          |
| 5.                                       | 29 maart 2011                            | België – Azerbeidzjan                    | 4 – 1                                    | Kwalificatie EK 2012                     | -                                        |                                          |
| 6.                                       | 6 september 2011                         | België – Verenigde Staten                | 1 – 0                                    | Vriendschappelijk                        | -                                        |                                          |
| 7.                                       | 7 oktober 2011                           | België – Kazachstan                      | 4 – 1                                    | Kwalificatie EK 2012                     | -                                        |                                          |
| 8.                                       | 11 oktober 2011                          | Duitsland – België                       | 3 – 1                                    | Kwalificatie EK 2012                     | -                                        |                                          |
| 9.                                       | 4 september 2014                         | België – Australië                       | 2 – 0                                    | Vriendschappelijk                        | -                                        |                                          |
| Als speler bij Montreal Impact           |                                          |                                          |                                          |                                          |                                          |                                          |
| 10.                                      | 28 mei 2016                              | Zwitserland – België                     | 1 – 2                                    | Vriendschappelijk                        | -                                        |                                          |
| 11.                                      | 5 juni 2016                              | België – Noorwegen                       | 3 – 2                                    | Vriendschappelijk                        | 73'                                      |                                          |
| 12.                                      | 13 juni 2016                             | België – Italië                          | 0 – 2                                    | EK 2016                                  | -                                        |                                          |
| 13.                                      | 7 oktober 2016                           | België – Bosnië en Herzegovina           | 4 – 0                                    | Kwalificatie WK 2018                     | -                                        |                                          |
| 14.                                      | 10 oktober 2016                          | Gibraltar – België                       | 0 – 6                                    | Kwalificatie WK 2018                     | -                                        |                                          |
| 15.                                      | 9 november 2016                          | Nederland – België                       | 1 – 1                                    | Vriendschappelijk                        | -                                        |                                          |
| 16.                                      | 13 november 2016                         | België – Estland                         | 8 – 1                                    | Kwalificatie WK 2018                     | -                                        |                                          |
| 17.                                      | 25 maart 2017                            | België – Griekenland                     | 1 – 1                                    | Kwalificatie WK 2018                     | -                                        |                                          |
| 18.                                      | 10 oktober 2017                          | België – Cyprus                          | 4 – 0                                    | Kwalificatie WK 2018                     | -                                        |                                          |
| 19.                                      | 10 november 2017                         | België – Mexico                          | 3 – 3                                    | Vriendschappelijk                        | -                                        |                                          |
| Als speler bij Los Angeles FC            |                                          |                                          |                                          |                                          |                                          |                                          |
| 20.                                      | 6 juni 2018                              | België – Egypte                          | 3 – 0                                    | Vriendschappelijk                        | -                                        |                                          |
| Totaal                                   | Totaal                                   | Totaal                                   | Totaal                                   | Totaal                                   | 1                                        |                                          |

Bijgewerkt t/m 16 augustus 2019
1 Courtois ·
2 Alderweireld ·
3 Vermaelen ·
4 Kompany  ·
5 Vertonghen ·
6 Witsel ·
7 De Bruyne ·
8 Fellaini ·
9 Lukaku ·
10 Hazard ·
11 Mirallas ·
12 Mignolet ·
13 Bossut ·
14 Mertens ·
15 Van Buyten ·
16 Defour ·
17 Origi ·
18 Lombaerts ·
19 Dembélé ·
20 Januzaj ·
21 Vanden Borre ·
22 Chadli ·
23 Ciman ·
Coach: Wilmots
1 Courtois ·
2 Alderweireld ·
3 Vermaelen ·
4 Nainggolan ·
5 Vertonghen ·
6 Witsel ·
7 De Bruyne ·
8 Fellaini ·
9 R. Lukaku ·
10 Hazard  ·
11 Carrasco ·
12 Mignolet ·
13 Gillet ·
14 Mertens ·
15 Denayer ·
16 Meunier ·
17 Origi ·
18 Kabasele ·
19 Dembélé ·
20 Benteke ·
21 J. Lukaku ·
22 Batshuayi ·
23 Ciman ·
Coach: Wilmots